# Adolf von Trotha
Adolf Lebrecht von Trotha (Koblenz, 1. ožujka 1868. -  Berlin, 11. listopada 1940.) je bio njemački admiral i vojni zapovjednik. Tijekom Prvog svjetskog rata bio je načelnik stožera Flote otvorenog mora.

## Vojna karijera
Adolf von Trotha rođen je 1. ožujka 1868. u Koblenzu u pruskoj vojničkoj obitelji. Njegov otac Karl von Trotha poginuo je u Prusko-francuskom ratu kada je Trothi bilo svega dvije godine. Nakon što je završio gimnaziju u Berlinu, Trotha je 1886. kao kadet stupio u mornaricu u kojoj je brzo napredovao. Godine 1893. s činom poručnika postaje zapovjednikom torpednog čamca, nakon čega kao navigacijski časnik služi na lakom krstašu SMS Seeadleru. Godine 1899. premješten je u Istočnoazijsku eskadru u kojoj služi kao stožerni časnik, te sudjeluje u gušenju Bokserskog ustanka. Od 1901. do 1906. služi u ministarstvu mornarice pri čemu je u međuvremenu u kolovozu 1904. promaknut u kapetana korvete. 
Od 1906. do 1908. Trotha služi kao prvi časnik na bojnom brodu SMS Elsass, nakon čega služi kao časnik u zapovjedništvu Flote otvorenog mora. U ožujku 1909. promaknut je u kapetana fregate, dok je u svibnju 1910. unaprijeđen u čin kapetana bojnog broda. U prosincu 1909. Trotha postaje zapovjednikom oklopnog krstaša SMS Königsberg kojim je zapovijedao do rujna 1913. kada dobiva zapovjedništvo nad bojnim brodom SMS Kaiser.

## Prvi svjetski rat
Početak Prvog svjetskog rata Trotha dočekuje kao zapovjednik bojnog broda SMS Kaiser. U siječnju 1916. postaje načelnikom stožera Flote otvorenog mora, te u tom svojstvu sudjeluje u Bitci kod Jyllanda. U prosincu te godine promaknut je u čin kontraadmirala.
Na mjestu načelnika stožera Flote otvorenog mora Trotha je zagovarao vođenje neograničenog podmorničkog rata smatrajući da će isti dovesti do izgladnjivanja Velike Britanije, te njene predaje. Također, zajedno s admiralom Reinhardom Scheerom zagovarao je jedinstvo zapovjedništva mornarice što se ostvarilo tek u kolovozu 1918., prekasno da utječe na ishod rata.
Pred kraj rata, u listopadu 1918., Trotha je zajedno sa Scheerom planirao gotovo samoubilačku operaciju njemačke mornarice koja je trebala izazvati britansku na odlučujuću bitku. Navedeno je međutim, spriječila pobuna mornara u Kielu koji su odbili poslušnost svojim zapovjednicima tako da do planirane odlučne bitke nije došlo.

## Poslije rata
Nakon završetka rata u ožujku 1919. Trotha je imenovan načelnikom Admiraliteta znatno smanjene njemačke mornarice, te je u listopadu te iste godine unaprijeđen u viceadmirala. Dužnost načelnika Admiraliteta Trotha je obavljao do listopada 1920. kada je bio prisiljen dati ostavku zbog umiješanosti u Kappov puč.
Trotha je podržavao dolazak nacista na vlast u Njemačkoj, te je u istoj obnašao manje važne političke dužnosti. U kolovozu 1939. počasno je unaprijeđen u admirala.
Adolf von Trotha preminuo je 11. listopada 1940. godine u 72. godini života u Berlinu. Priređen mu je svečani vojni pogreb kojemu je nazočio i sam Adolf Hitler.

## Vanjske poveznice
(eng.) Adolf von Trotha na stranici First World War.com

(eng.) Adolf von Trotha na stranici Prussian Machine

(njem.) Adolf von Trotha na stranici Deutsche-biographie.de